# De witte hinde
De witte hinde is een stripverhaal getekend door Jeff Broeckx naar een scenario van zijn moeder Maria De Winter. Het verhaal verscheen integraal in nr. 42 van het weekblad Ohee op 1 februari 1964.

## Achtergrond
Maria De Winter had een kerstverhaaltje geschreven en dat voor een wedstrijd naar een krant gestuurd. Het verhaal werd geweigerd, maar ze besloot vervolgens een lang sprookje te schrijven en dat werd De witte hinde. Jeff Broeckx gebruikte dit verhaal als basis voor zijn eerste stripverhaal en schreef er zelf de dialogen bij. Hij stuurde het verhaal op naar verschillende uitgeverijen ook de Standaard Boekhandel. Overal kreeg hij echter te horen dat hij nog diende te schaven aan zijn tekenvaardigheden. Hij hertekende het verhaal en stuurde het in 1963 op naar Uitgeverij Het Volk die net begonnen waren met hun weekblad Ohee. Het Volk nam het verhaal aan lieten hem weten dat hij nog verhalen mocht tekenen. Op die manier zijn de reeksen Serge en Dag en Heidi ontstaan.  De witte hinde werd in 2010 heruitgegeven in albumvorm bij Uitgeverij Bonte met een nieuwe cover. Het sprookjesachtige thema van het verhaal gebruikte Jeff Broeckx later nog vaak in de verhalen van Dag en Heidi. 

## Verhaal
In een ver land woonde een machtig en goed vorstenpaar. Ze hadden een dochtertje genaamd Georgina. Het jonge prinsesje ging graag met haar moeder mee om aan armenzorg te doen. De koninklijke familie was dan ook erg geliefd bij het volk. Op een dag wandelt Georgina in de koninklijke tuin rond. Een stevige wind doet een vogelnestje uit een boom waaien. Georgina wilde vogeltjes beschermen en vond die in een holle boom. Georgina zakte door de vermolmde vloer. Plots stond ze voor een deurtje waarboven een kleun sleuteltje zweefde. Georgina opende de deur met de sleutel en kwam terecht op een wondermooie plek, met name Kabouterland. Ze ontmoette er de Lentefee, Kalifor de kabouterkoning, kabouters, elfjes en feeën. Georgina moest echter weer naar haar ouders die zich ongerust maakten over de verdwijning van hun dochtertje. Weer thuisgekomen dankzij de elfjes verlangde Georgina enkele dagen later weer om de Lentefee te ontmoeten. Ze ging het park in op zoek naar de holle boom, maar kon deze niet vinden. Ze wist niet dat de tuinman deze had omgehakt om er bloemen te planten. Georgina besloot om zich buiten het park te wagen en het woud binnen te gaan. Ze werd echter moe en ging wat uitrusten. Toen ze in sliep viel, kwam de woudheks tevoorschijn. Zij had het prinsesje al een paar dagen in het oog gehouden. Nu het meisje lag te slapen, zag ze haar kans om haar wraak tegen de koning te voltooien. De heks bracht Georgina naar een grot. Vluchten kon het meisje niet, want de grot werd bewaakt door een reuzenslang die de heks in haar macht had. De verdwijning van Georgina was ook ter ore gekomen van de kabouters. Bovendien was de kleinste kabouter Schuifelsteentje ook zoek. De kabouterkoning gaf opdracht aan zijn onderdanen om Georgina en Schuifelsteentje te zoeken. Schuifelsteentje was inmiddels zelf op zoek gegaan naar het prinsesje. Met de hulp van een vriendelijke reiger vond hij de plaats waar Georgina gevangen zat. Omdat hij niet sterk genoeg was om de reuzenslang te verslaan, keerde hij weer naar Kabouterland. Daar vertelde hij het hele verhaal aan de anderen. Samen met de kabouterkoning beraamde Schuifelsteentje een plan om Georgina te redden. Alle kabouters ieder met een spin op de schouder en elfjes met mondvoorraad trokken op de rug van grote sterke vogels naar de grot waar Georgina gevangen werd gehouden. Daar aangekomen lokten de elfjes de reuzenslang weg door op een fluitje te blazen. Kalifor doodde de slang door deze te treffen met een gifpijltje. De slapende Georgina werd door de kabouters naar buiten gebracht en op de rug van een sterke vogel gebonden. De spinnen hadden een weg gesponnen over de slapende heks zodat deze niet meteen de achtervolging kon inzetten. Als de heks zich had losgewerkt, zag ze nog net de vluchtende kabouters aan de horizon verdwijnen. Woedend sprak ze een toverspreuk uit waardoor Georgina werd omgetoverd in een witte hinde...

## Weetje
De cover en lay-out van De witte hinde in Ohee zijn van de hand van Rik Clément. 